# سيمورينال
السيمورينال (الاسم العلمي:†Simorhinella) هو جنس منقرض من الزواحف يتبع فصيلة التماسيح الذئبية من أصنوفة الزحافيات الجروية. الاسم العلمي باللاتينية الجديدة مكون من كلمتين ذات أصل أغريقي وتعني ذو الأنف الصغير الأخْنَس أو الأفْطَس. وعاش السيمورينال في فترة البرمي المتأخر في جنوب أفريقيا وله نوع وحيد معروف هو السيمورينال البايني. سمي هذا الجنس من قبل عالم الحفريات الجنوب أفريقي روبرت بروم في عام 1915. وقد استند بروم في تسميته على عينة أحفورية واحدة جمعها المتحف البريطاني للتاريخ الطبيعي في عام 1878 والتي اشتملت على الجمجمة والفك الأمامي حتى مقابس العين. الجمجمة غير عادية في أن لديها خطم قصير جدا وعميق على عكس الخطم الطويل والنازل في معظم وحشيات الرأس الأخرى. بسبب تميز الجمجمة فإن تصنيف السيمورينال داخل وحشيات الرأس غير مؤكد. ومع ذلك، اقترحت دراسة في عام 2014 أنه يرتبط ارتباطا وثيقا بأحد أجناس وحشيات الرأس القاعدية وهو التمساح الذئبي ولذلك اوصت بوضعه في فصيلة التماسيح الذئبية.